# Nhóm Quản trị Toàn cầu
Nhóm Quản trị Toàn cầu (tiếng Anh: Global Governance Group, viết tắt là 3G) là một nhóm không chính thức gồm các quốc gia vừa và nhỏ, được thành lập với mục tiêu nâng cao tiếng nói và vai trò đại diện của các nước này trong tiến trình ra quyết định toàn cầu, đặc biệt là trong khuôn khổ Nhóm G20 – nơi thường chỉ tập trung vào lợi ích của các nền kinh tế lớn.
Nhóm 3G được sáng lập bởi Singapore vào năm 2009, sau cuộc khủng hoảng tài chính toàn cầu 2008–2009 – thời điểm G20 nổi lên như diễn đàn chính cho quản trị kinh tế toàn cầu. Tuy nhiên, nhiều quốc gia nhỏ và vừa nhận thấy họ không có cơ chế đại diện hiệu quả trong G20, trong khi các quyết định tại đây lại có ảnh hưởng trực tiếp đến họ.
Do đó, 3G ra đời với mục tiêu: Tăng cường khả năng thể hiện quan điểm tập thể của các nước không thuộc G20; Tạo cầu nối đối thoại giữa G20 và Liên Hợp Quốc; Thúc đẩy tính minh bạch, cởi mở và toàn diện trong hệ thống quản trị toàn cầu.
Nhóm 3G hiện bao gồm khoảng 30 quốc gia thành viên đến từ nhiều khu vực khác nhau trên thế giới, đại diện cho các nước không thuộc G20 nhưng có vai trò quan trọng trong các vấn đề toàn cầu.
Năm 2017, Chủ tịch của 3G là Singapore. Với tư cách là Chủ tịch của 3G, Singapore đã được mời tham dự Hội nghị thượng đỉnh G20 Hamburg 2017 với tư cách là khách mời.

## Quốc gia thành viên
- Bahamas
- Bahrain
- Barbados
- Botswana
- Brunei Darussalam
- Chile
- Costa Rica
- Phần Lan
- Guatemala
- Jamaica
- Kuwait
- Liechtenstein
- Luxembourg
- Malaysia
- Monaco
- Montenegro
- New Zealand
- Panama
- Peru
- Philippines
- Qatar
- Rwanda
- San Marino
- Senegal
- Singapore
- Slovenia
- Thụy Sĩ
- United Arab Emirates
- Uruguay
- Việt Nam